# Aaron Director
Aaron Director (21 de septiembre de 1901 – California, Estados Unidos, 11 de septiembre de 2004), fue un profesor de Derecho de la Universidad de Chicago, quien jugó un papel fundamental en la Escuela de Economía de Chicago.
Junto a su cuñado ganador del premio Nobel Milton Friedman, Director influyó a toda una generación de juristas, incluyendo a Robert Bork, Richard Posner, Antonin Scalia y el juez William Rehnquist.